# Castelo de Celorico da Beira
O Castelo de Celorico da Beira localiza-se na vila do mesmo nome, freguesia de Celorico (São Pedro e Santa Maria) e Vila Boa do Mondego, município de Celorico da Beira, distrito da Guarda, em Portugal.
Erguido num cabeço granítico, no sopé da serra da Estrela, em posição dominante sobre a vila e o rio Mondego, do alto de seus muros avistam-se os vizinhos Castelo de Linhares (a sudoeste), Castelo da Guarda (a sudeste), Castelo de Trancoso (a norte), o Parque Natural da Serra da Estrela (a sul) e o rio Côa (a leste).
O Castelo de Celorico da Beira está classificado como Monumento Nacional desde 1910.

## História

### Antecedentes
A primitiva ocupação humana de seu sítio é obscura, admitindo-se que remonte a um castro pré-histórico. De acordo com uma lenda, a povoação teria sido fundada por Brigo, quarto rei da Hispânia, em 1091 a.C.. Outros autores, como Pinho Leal (1872) admitem a sua fundação pelos Túrdulos, por volta de 500 a.C., quando se denominava Celióbriga.
Acredita-se que a sua fortificação remonte à época romana, com base em uma inscrição latina encontrada em 1635, de paradeiro atualmente desconhecido. São referidos os nomes dos capitães romanos Nigro, Sérvio e Junio, à época do imperador César Augusto (27 a.C.-14 d.C.).

### O castelo medieval
Ocupada pelos Muçulmanos, à época da Reconquista cristã da Península Ibérica, sob o reinado de D. Afonso Henriques (1112-1185), foi conquistada por D. Moninho Dola. Visando incentivar o seu povoamento e defesa, o soberano outorgou-lhe foral, atribuindo-se à Ordem dos Templários a direção dos trabalhos de reedificação do castelo.
Certamente partilhou do destino da vizinha Trancoso, saqueada quando da ofensiva muçulmana de 1140, que já havia arrasado o primeiro Castelo de Leiria. Do mesmo modo, teria sido socorrido pelas forças de D. Afonso Henriques, que, após repelir os agressores, determinou a recomposição das defesas e do Castelo de Trancoso. Integravam aquela linha lindeira beirã, à época, além do de Trancoso, o Castelo de Celorico da Beira e o Castelo de Linhares da Beira.
No ano de 1198 sofreu o cerco que lhe foi imposto pelas tropas do rei Afonso IX de Leão, no contexto das hostilidades contra o rei D. Sancho I (1185-1211). Foi socorrido pelas gentes do Castelo de Linhares, sob o comando do próprio alcaide D. Rodrigo Mendes, irmão do de Celorico, D. Gonçalo Mendes.
O foral de Celorico da Beira foi confirmado por D. Afonso II (1211-1223) em 1217. O seu sucessor, D. Sancho II (1223-1248), ampliou-lhe as defesas. Tendo o seu alcaide, Fernão Rodrigues Pacheco, jurado lealdade ao soberano português, sofreu o cerco que lhe foi imposto pelas tropas do conde de Bolonha (1246). O fato se repetiria durante a crise de 1383-1385, quando forças de Castela, invadindo Portugal, de passagem por Celorico da Beira, assaltaram o seu castelo (1385).
Durante o século XIV, o castelo sofreu obras de modernização e reforço sob o reinado de D. Dinis (1279-1325), sob o de D. Fernando (1367-1383) e, no século XV, sob o de D. Manuel I (1495-1521). Este soberano concedeu Foral Novo à vila em 1 de Julho de 1512. Dataria deste período a construção de um passadiço de comunicação com o chamado Poço d’El Rei.
No contexto da Guerra da Restauração da independência foram-lhe procedidos reparos, bem como erguido um baluarte adaptado aos modernos tiros da artilharia.
O padre Carvalho da Costa, em 1712, referiu que D. Manuel havia doado a povoação a seu aio, D. Diogo da Silva, 1o. conde de Portalegre, conservando-se nesta família até ao falecimento de D. João da Silva, marquês de Gouveia, quando retornou à posse da Coroa.
Em 1762, sendo seu alcaide-mor Manuel Caetano Lopes de Lavre, foi assaltado, saqueado e depredado por tropas espanholas.

### Da Guerra Peninsular aos nossos dias
No início do século seguinte, no contexto da Guerra Peninsular, foi utilizado como aquartelamento de tropas. Luís Duarte Vilela da Silva refere que possuía quartéis, cisterna e aqueduto, que se comunicavam por um passadiço com o Poço d'El Rei (1808). Em 1810, serviu como quartel às tropas luso-britânicas, que ademais, mantinham um hospital de campanha nas dependências da vizinha Igreja de Santa Maria.
Com a paz, diante do crescimento da malha urbana, foram demolidos progressivamente, ao longo do século XIX, diversas das estruturas defensivas, como a cerca exterior, a torre de menagem e mesmo parte dos muros do castelo, tendo a sua pedra sido vendida pela Câmara Municipal, para a execução de obras de pavimentação (1835). Do mesmo modo, também foi demolido o passadiço (1857).
No século XX, o castelo foi classificado como Monumento Nacional por Decreto publicado em 16 de Junho de 1910. Entre 1936 e 1941, a Direcção-Geral dos Edifícios e Monumentos Nacionais (DGEMN) procedeu-lhe os primeiros trabalhos de consolidação e restauro, renovados na campanha de 1972-1973 quando, entre outros trabalhos, foi recuperada a hoje chamada torre de menagem. Finalmente, nos anos de 1981-1982 e 1986, aquele órgão executou trabalhos ligados à iluminação exterior do monumento. Mais recentemente, entre 1996 e 2001, o Instituto Português do Património Arquitectónico (IPPAR) procedeu-lhe trabalhos de prospecção arqueológica e obras de valorização.
Embora atualmente não mais exista a cerca da vila, desaparecida desde o século XVIII, da qual subsiste apenas a chamada Torre do Relógio, observa-se ainda a cerca amuralhada do castelo, delimitando a cidadela, reforçada a oeste por cubelos. O topo da muralha é percorrido por adarve e em seus panos rasgam-se duas portas, comunicando com a parte histórica da vila.

## Características
Castelo de montanha, erguido na cota de 550 metros acima do nível do mar, apresenta planta no formato oval irregular, onde se identificam elementos do estilo românico e do estilo gótico. Os muros, desprovidos de merlões, conservam o adarve e as escadas de acesso, sendo rasgados por duas portas: a principal, a sul, e a Porta da Traição, a oeste. Ambas as portas são em arco de volta quebrada, recobertas por abóbada de berço quebrado, conservando os gonzos de cantaria, comunicando com a parte histórica da vila.
Desprovido de fosso, o conjunto apresenta, ainda, adossados externamente pelo troço oeste da muralha, dois cubelos um de planta quadrangular irregular e outro de planta trapezoidal irregular, ambos também desprovidos de merlões.
Internamente, no ângulo sudeste da cidadela, ergue-se a hoje chamada torre de menagem, com planta quadrangular, em três pavimentos, com cobertura ameada, rebaixada a quatro águas, decorada com gárgulas. Pela sua disposição e características construtivas, alguns autores defendem ser esta a primitiva torre de menagem. Outros, ao contrário, afirmam ter sido a de menagem uma outra torre, demolida em algum momento do século XIX, que se erguia ao centro da praça de armas, sobre a cisterna. Esta torre remanescente apresenta o alçado principal pelo lado sul, acedida ao nível do segundo pavimento por porta em arco reto, encimada por arco de descarga em volta quebrada. Internamente os pavimentos e suas respectivas escadas de acesso são de madeira.
A vila encontra-se cercada por pastagens, que alimentam as ovelhas responsáveis pelo que é reputado como o melhor queijo português: o queijo da Serra.[carece de fontes?]

## A lenda de Fernão Rodrigues Pacheco
Após a deposição de D. Sancho II (1209-1248) em 1245, sendo o governo do reino confiado ao seu irmão, o infante D. Afonso, refugiou-se o primeiro em Toledo, no reino de Castela. Reza a lenda que Fernão Rodrigues Pacheco, alcaide do Castelo de Celorico da Beira, fiel a D. Sancho II, a quem prestara menagem, recusou-se a entregá-lo ao regente, mesmo suportando um longo cerco (1246). Quando na praça já começava a sentir-se a fome, o alcaide, inabalável, pedia aos Céus uma solução que não implicasse no desdouro de sua honra. Neste momento, percebeu nos ares uma águia trazendo nas garras uma truta, apanhada no rio Mondego. Ao esvoaçar por sobre o castelo, deixou sua presa cair, o que sugeriu ao alcaide um estratagema: mandou fazer pão com a sua última farinha e cozinhar a truta, enviando-os como um presente ao príncipe-regente, com a mensagem de que, se por fome o esperava tomar, que visse se os homens que daquela vianda eram bem abastecidos, se teriam razão de entregar-lhe, contra as suas honras, o castelo. (in: Rui de Pina. Crónica de D. Sancho II). Impressionado, o príncipe levantou o cerco, tendo o castelo mantido a sua menagem até o falecimento de D. Sancho II. O feito é recordado no brasão de armas de Celorico da Beira, exaltando a lealdade, o valor e astúcia da vila.

## Lista de Alcaides do Castelo de Celorico da Beira
- Fernão Rodrigues Pacheco;